# 清梦观
35°50′22″N 113°03′13″E / 35.83944°N 113.05361°E
清梦观位于中国山西省高平市陈区镇铁炉村，2006年被列为第六批全国重点文物保护单位。
清梦观始建于金皇统年间，元中统二年（1261年）重建。观坐北朝南，二进院落，现存山门、三官殿、阎王殿、三清殿、玉皇楼及厢房、钟鼓楼、耳殿等建筑，其中三清殿为元代建筑，余为明清所建。三清殿面阔三间，进深六椽，单檐歇山顶，前檐斗栱四铺作单下昂，梁架结构为五椽栿对前劄牵通檐用三柱，殿内有元代壁画。